# Ромбосолеевые
Ромбосолеевые, или языковидные камбалы (лат. Rhombosoleidae), — семейство донных лучепёрых рыб из отряда камбалообразных (Pleuronectiformes). Распространены на юге Тихого океана у берегов Австралии и Новой Зеландии. Oncopterus darwini встречается в юго-западной части Атлантического океана. Два вида Rhombosolea заходят в пресные воды Новой Зеландии. Максимальная длина представителей семейства разных видов варьирует от 10 до 91,4 см.

## Описание
Глаза расположены на правой стороне тела. Жаберные перепонки сросшиеся. Спинной плавник начинается перед глазами на слепой стороне тела или простирается ещё далее вперёд на рыло, и тянется до хвостового стебля. Отсутствуют радиалии грудных плавников. Брюшные плавники асимметричные. На глазной стороне брюшной плавник соединяется с анальным плавником. Боковая линия хорошо развита на обеих сторонах тела. Позвонков 30—46.
Морские донные рыбы. Икринки с многочисленными жировыми каплями.

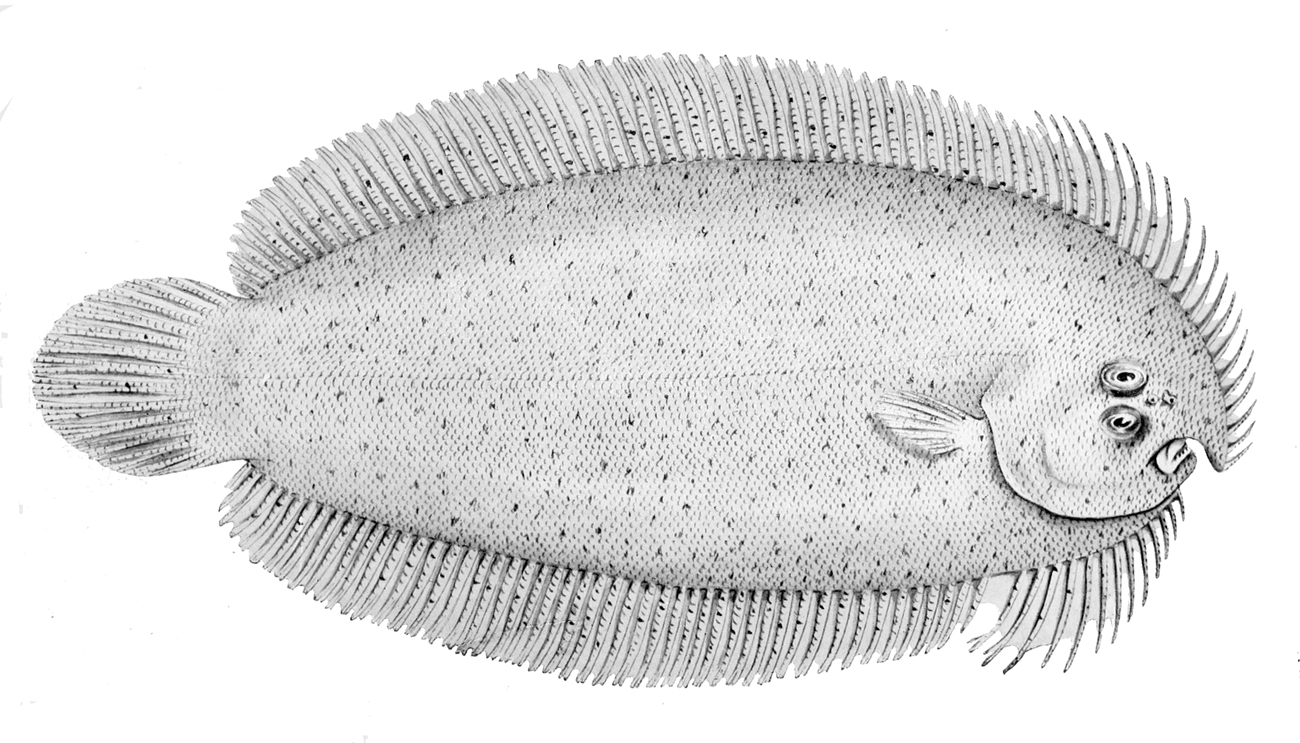
Ammotretis elongatus

## Классификация
Ранее рассматривалось в ранге подсемейства в составе семейства Pleuronectidae. Повышено до ранга семейства. В составе семейства выделяют 9 родов и 19 видов:
- Ammotretis Günther, 1862 — Амотреты
- Azygopus Norman, 1926 — Азигопусы
- Colistium Norman, 1926 — Колистии
- Oncopterus Steindachner, 1875 — Аргентинские камбалы
- Pelotretis Waite, 1911 — Пелотреты
- Peltorhamphus Günther, 1862 — Солеевидные камбалы, или пельторамфы
- Psammodiscus Günther, 1862 — Псаммодискусы
- Rhombosolea Günther, 1862 — Ромбосолеи, или языковидные камбалы
- Taratretis Last, 1978 — Камбалы-таратреты

На основании морфологических и генетических исследований предлагается выделить Oncopterus darwinii в монотипическое семейство Oncopteridae